# Вендетта (фильм, 1962)
«Вендетта» (фр. La Vendetta) (альтернативное название: «Бандиты чести, или Вендетта») — французская кинокомедия с Луи де Фюнесом, играющим второстепенную роль корсиканского "бандита чести". Режиссёр — Жан Ширас.

## Сюжет
В небольшом корсиканском городке, в котором зимой проживает 40 человек, летом 80, а во время выборов 4000, после смерти престарелого мэра разворачивается предвыборная борьба, несмотря на то, что единственным кандидатом является помощник покойного мэра капитан Бартоли (Фрэнсис Бланш). На самом деле Бартоли вовсе не капитан, его укачивает даже на спокойной воде, а служил он курьером в штабе. Но  городе его считают бывшим пиратом.
Предвыборная кампания превращается в настоящую войну с использованием огнестрельного оружия между родственниками покойного мэра и сторонниками капитана Бартоли. В результате бюрократической ошибки Бартоли еще одним кандидатом в мэры становится проживающий в городке парижанин  г-н Лористон, богатый рантье. Бартоли устраивает на Лористона несколько покушений, которые проваливаются.
Ситуация превращается в настоящий абсурд, когда в дело вмешивается "бандит чести" Аморетти (Луи де Фюнес), за дочерью которого ухаживает племянник г-на Лористона, несмотря на клятвы Аморетти убить любого, кто приблизится к его дочери.

## Интересные факты
Фильм снят по роману Анри Омессы «Кандидат Лористон» и посвящен жене режиссера.